# Alcoa
Alcoa Inc. (Aluminum Company of America), è un'azienda statunitense terza nel mondo come produttrice di alluminio, dietro alla canadese Rio Tinto-Alcan e alla Rusal.
Dalla sua sede operativa di Pittsburgh, in Pennsylvania, Alcoa gestisce operazioni in 44 paesi.
Oltre che prodotti di alluminio, Alcoa produce e commercializza beni di consumo con i seguenti marchi: Reynolds Wrap (fogli di alluminio ed involucri), Baco (involucri per la casa), e Alcoa (ruote). Produce inoltre chiusure, sistemi di fissaggio, pezzi fusi e sistemi elettrici di distribuzione per automobili.

## L'azienda in Italia
Alcoa opera in Italia dal 1967 con un ufficio di rappresentanza e commerciale a Milano.
Nel 1996 acquisisce la società a partecipazione statale Alumix (del gruppo EFIM) e, mantenendo la sede direzionale a Milano, dispone di un'unità produttiva di prodotti laminati a Fusina (VE) e di una di alluminio primario a Portovesme (SU). L'unità di Portovesme ha iniziato la fase di chiusura nel corso della prima metà del 2012, nel contesto di un piano di ristrutturazione globale dell'azienda.
Il 25 agosto 2014 la società americana comunicava la chiusura della fonderia di alluminio primario di Portovesme, poi ceduto nel 2018 a SiderAlloys.